# Stadium Arcadium
Stadium Arcadium é o nono álbum de estúdio da banda americana de rock Red Hot Chili Peppers, lançado em maio de 2006.
De acordo com um entrevista de Anthony Kiedis, Stadium Arcadium originalmente seria lançado em três álbuns, um a cada seis meses, mas decidiram lançar um álbum duplo (o primeiro da banda) com 28 faixas, as 10 outras lançadas como b-sides.
O álbum foi indicado em sete categorias do Grammy em 2007 e ganhou quatro: "Melhor Performance de Rock em Dupla ou Grupo" (Dani California), "Melhor Canção de Rock" (Dani California), "Melhor Álbum de Rock" (Stadium Arcadium), "Melhor Disco em Edição Especial (Box)" (Stadium Arcadium) e "Produtor do Ano" (Rick Rubin).
Stadium Arcadium é o álbum mais indicado da banda em sua carreira de 30 anos e já vendeu 13 milhões de discos ao redor do mundo.

## Faixas
1. "Dani California" – 4:42
2. "Snow (Hey Oh)" – 5:35
3. "Charlie" – 4:37
4. "Stadium Arcadium" – 5:15
5. "Hump de Bump" – 3:33
6. "She's Only 18" – 3:25
7. "Slow Cheetah" – 5:19
8. "Torture Me" – 3:44
9. "Strip My Mind" – 4:19
10. "Especially in Michigan" – 4:00
11. "Warlocks" – 3:24
12. "C'mon Girl" – 3:48
13. "Wet Sand" – 5:09
14. "Hey" – 5:39
15. "Desecration Smile" – 5:02
16. "Tell Me Baby" – 4:07
17. "Hard to Concentrate" – 4:02
18. "21st Century" – 4:22
19. "She Looks to Me" – 4:06
20. "Readymade" – 4:30
21. "If" – 2:52
22. "Make You Feel Better" – 3:51
23. "Animal Bar" – 5:25
24. "So Much I" – 3:44
25. "Storm in a Teacup" – 3:45
26. "We Believe" – 3:36
27. "Turn It Again" – 6:06
28. "Death of a Martian" – 4:24

### B-sides
| Música                   | Duração | Lançamento                                     |
| ------------------------ | ------- | ---------------------------------------------- |
| "Million Miles of Water" | 4:06    | B-side de "Dani California"                    |
| "Whatever We Want"       | 4:48    | B-side de "Dani California"                    |
| "Lately"                 | 2:55    | B-side de "Dani California"                    |
| "A Certain Someone"      | 2:25    | B-side de "Tell Me Baby"                       |
| "Mercy Mercy"            | 4:01    | B-side de "Tell Me Baby"                       |
| "Funny Face"             | 4:46    | B-side de "Snow (Hey Oh)"                      |
| "I'll Be Your Domino"    | 3:57    | B-side de "Snow (Hey Oh)"                      |
| "Joe"                    | 3:54    | B-side de "Desecration Smile" e "Hump de Bump" |
| "Save This Lady"         | 4:17    | B-side de "Desecration Smile" e "Hump de Bump" |

## Singles
| 2006 | "Dani California"   | 6  | 1 (14 semanas) | 1 (12 semanas) | 2  |
| 2006 | "Tell Me Baby"      | 50 | 1 (4 semanas)  | 8              | 16 |
| 2007 | "Snow (Hey Oh)"     | 22 | 1 (5 semanas)  | 3              | 16 |
| 2007 | "Desecration Smile" | -  | -              | -              | 27 |
| 2007 | "Hump de Bump"      | -  | 8              | 27             | 41 |

## Créditos
- Anthony Kiedis – vocais
- John Frusciante – guitarra, vocal de apoio, teclado
- Flea – baixo, trompete
- Chad Smith – bateria
- Billy Preston – clavinet em "Warlocks"
- Omar Rodriguez-Lopez – guitarra solo em "Especially in Michigan"
- Emily Kokal – vocais no refrão em "Desecration Smile"
- Brad Warnaar – trompa em "Stadium Arcadium"
- Richard Dodd – violoncelo em "She Looks to Me"
- Natalie Baber, Mylissa Hoffman, Alexis Izenstark, Spencer Izenstark, Dylan Lerner, Kyle Lerner, Gabrielle Mosbe, Monique Mosbe, Sophia Mosbe, Isabella Shmelev, Landen Starman, Wyatt Starkman – vocais no refrão em "We Believe"
- Michael Bolger – trombone em "Turn It Again"
- Paulinho da Costa e Lenny Castro – percussão adicional
- Rick Rubin – produtor
- Vlado Meller - masterização (versão do CD)
- Kevin Gray e Steve Hoffman - masterização (versão do vinil)
- Gus Van Sant – fotografia
- Shane Jackson – assistente de fotografia

## Vendas e certificações
| Parada (2006)      | Posição | Certificação | Vendas     |
| ------------------ | ------- | ------------ | ---------- |
| Alemanha           | 1       | 3× Platina   | 500,000+   |
| Argentina          | –       | Platina      | 40.000+    |
| Austrália          | 1       | 3× Platina   | 210,000+   |
| Áustria            | 1       | Platina      | 20,000+    |
| Bélgica (Flandres) | 1       | Platina      | 30,000+    |
| Bélgica (Valônia)  | 2       | Platina      | 30,000+    |
| Brasil             | –       | Ouro         | 30,000+    |
| Canadá             | 1       | 4× Platina   | 400,000+   |
| Dinamarca          | 1       | Platina      | 30,000+    |
| Espanha            | 2       |              |            |
| Estados Unidos     | 1       | 4× Platina   | 4,000,000+ |
| Europa             | 1       | 2× Platina   | 2,000,000+ |
| Finlândia          | 1       | Ouro         | 15,000+    |
| França             | 1       | Platina      | 200,000+   |
| Grécia             | 1       | Platina      | 15,000+    |
| Holanda            | 1       | Platina      | 25,000+    |
| Hungria            | 1       | Ouro         |            |
| Irlanda            | 1       | 4× Platina   | 60,000+    |
| Itália             | 1       | Platina      | 50,000+    |
| Japão              | 1       | 2× Platina   | 250,000+   |
| Nova Zelândia      | 1       | 3× Platina   | 45,000+    |
| Polónia            | 1       | Platina      | 30,000+    |
| Portugal           | 5       | Ouro         | 10,000+    |
| Reino Unido        | 1       | 2× Platina   | 600,000+   |
| Suécia             | 1       | Ouro         | 20,000+    |
| Suíça              | 1       | 2× Platina   | 60,000+    |